# Nuoto ai campionati mondiali di nuoto 2023 - Staffetta 4x100 metri misti femminile
La gara di nuoto della staffetta 4x100 metri misti femminile dei campionati mondiali di nuoto 2023 è stata disputata il 30 luglio 2023 presso il Fukuoka Convention Center di Fukuoka. Vi hanno preso parte 23 squadre nazionali.
La gara è stata vinta dalla squadra statunitense, formata da Regan Smith, Lilly King, Gretchen Walsh e Kate Douglass, mentre l'argento e il bronzo sono andati rispettivamente alla squadra australiana, formata da Kaylee McKeown, Abbey Harkin, Emma McKeon e Mollie O'Callaghan, e a quella canadese, formata da Kylie Masse, Sophie Angus, Margaret MacNeil e Summer McIntosh.

## Podio
| Posizione | Nazione     | Atlete |
| --------- | ----------- | --- |
| Oro       | Stati Uniti | Regan Smith Lilly King Gretchen Walsh Kate Douglass Katharine Berkoff* Lydia Jacoby* Torri Huske* Abbey Weitzeil* |
| Argento   | Australia   | Kaylee McKeown Abbey Harkin Emma McKeon Mollie O'Callaghan Madison Wilson* Brianna Throssell* Meg Harris*         |
| Bronzo    | Canada      | Kylie Masse Sophie Angus Margaret MacNeil Summer McIntosh Ingrid Wilm* Mary-Sophie Harvey*                        |

* Indica le nuotatrici che hanno preso parte solo alle batterie

## Programma
| Data           | Ora (UTC+9) | Turno    |
| -------------- | ----------- | -------- |
| 30 luglio 2023 | 11:14       | Batterie |
| 30 luglio 2023 | 21:37       | Finale   |

## Record
Prima della competizione il record del mondo e il record dei campionati erano i seguenti:
| Record mondiale       | 3'50"40 | Stati Uniti Regan Smith (57"57) Lilly King (1'04"81) Kelsi Dahlia (56"16) Simone Manuel (51"86) | 28 luglio 2019 Gwangju, Corea del Sud |
| Record dei campionati | 3'50"40 | Stati Uniti Regan Smith (57"57) Lilly King (1'04"81) Kelsi Dahlia (56"16) Simone Manuel (51"86) | 28 luglio 2019 Gwangju, Corea del Sud |

Nel corso della competizione non sono stati migliorati.

## Risultati

### Batterie
| Pos. | Batteria | Corsia | Nazione       | Atlete | Tempo   | Note             |
| ---- | -------- | ------ | ------------- | --- | ------- | ---------------- |
| 1    | 3        | 5      | Canada        | Ingrid Wilm (59.11) Sophie Angus (1:06.30) Maggie Mac Neil (56.53) Mary-Sophie Harvey (53.99)                           | 3:55.93 | Q                |
| 2    | 3        | 4      | Stati Uniti   | Katharine Berkoff (58.56) Lydia Jacoby (1:07.73) Torri Huske (57.42) Abbey Weitzeil (52.60)                             | 3:56.31 | Q                |
| 3    | 2        | 5      | Svezia        | Michelle Coleman (1:01.51) Sophie Hansson (1:06.67) Louise Hansson (56.90) Sarah Sjöström (52.41)                       | 3:57.49 | Q                |
| 4    | 2        | 4      | Australia     | Madison Wilson (59.54) Abbey Harkin (1:07.66) Brianna Throssell (57.72) Meg Harris (52.82)                              | 3:57.74 | Q                |
| 5    | 2        | 3      | Paesi Bassi   | Kira Toussaint (1:00.57) Tes Schouten (1:06.79) Kim Busch (58.46) Marrit Steenbergen (51.99)                            | 3:57.81 | Q                |
| 6    | 2        | 6      | Cina          | Wang Xueer (1:00.42) Yang Chang (1:07.12) Wang Yichun (57.17) Wu Qingfeng (53.42)                                       | 3:58.13 | Q                |
| 7    | 3        | 3      | Francia       | Pauline Mahieu (59.82) Charlotte Bonnet (1:06.87) Marie Wattel (57.08) Lison Nowaczyk (54.77)                           | 3:58.54 | Q                |
| 8    | 2        | 7      | Giappone      | Rio Shirai (1:00.60) Reona Aoki (1:06.57) Ai Soma (57.48) Rikako Ikee (53.93)                                           | 3:58.58 | Q                |
| 9    | 3        | 2      | Gran Bretagna | Lauren Cox (59.79) Kara Hanlon (1:07.39) Laura Stephens (58.66) Anna Hopkin (53.11)                                     | 3:58.95 |                  |
| 10   | 2        | 2      | Polonia       | Adela Piskorska (1:00.47) Dominika Sztandera (1:07.01) Paulina Peda (58.57) Kornelia Fiedkiewicz (54.18)                | 4:00.23 | Record nazionale |
| 11   | 3        | 6      | Italia        | Margherita Panziera (1:00.60) Martina Carraro (1:06.39) Ilaria Bianchi (59.08) Sofia Morini (54.60)                     | 4:00.67 |                  |
| 12   | 3        | 8      | Germania      | Laura Riedemann (1:01.68) Anna Elendt (1:07.23) Angelina Köhler (56.77) Nele Schulze (55.03)                            | 4:00.71 |                  |
| 13   | 3        | 9      | Irlanda       | Danielle Hill (1:01.65) Mona McSharry (1:05.55) Ellen Walshe (59.19) Victoria Catterson (54.86)                         | 4:01.25 | Record nazionale |
| 14   | 2        | 0      | Danimarca     | Julie Kepp Jensen (1:03.33) Thea Blomsterberg (1:06.92) Helena Rosendahl Bach (58.51) Signe Bro (54.57)                 | 4:03.33 |                  |
| 15   | 1        | 6      | Belgio        | Roos Vanotterdijk (1:00.91) Florine Gaspard (1:09.14) Valentine Dumont (59.09) Fleur Verdonck (55.40)                   | 4:04.54 | Record nazionale |
| 16   | 1        | 3      | Hong Kong     | Stephanie Au (1:00.75) Siobhán Haughey (1:07.49) Tam Hoi Lam (1:00.96) Camille Cheng (55.69)                            | 4:04.89 |                  |
| 17   | 1        | 4      | Grecia        | Theodora Drakou (1:00.71) Eleni Kontogeorgou (1:10.23) Anna Ntountounaki (58.26) Maria-Thalia Drasidou (55.79)          | 4:04.99 |                  |
| 18   | 2        | 1      | Corea del Sud | Lee Eun-ji (1:01.31) Kwon Se-hyun (1:09.94) Kim Seo-yeong (59.74) Hur Yeon-kyung (54.17)                                | 4:05.16 |                  |
| 19   | 3        | 7      | Israele       | Aviv Barzelay (1:02.13) Anastasia Gorbenko (1:06.94) Lea Polonsky (1:00.48) Daria Golovaty (56.02)                      | 4:05.57 |                  |
| 20   | 3        | 0      | Spagna        | Carmen Weiler (1:01.46) Jessica Vall (1:08.32) Paula Juste (1:00.27) Ainhoa Campabadal (55.80)                          | 4:05.85 |                  |
| 21   | 3        | 1      | Brasile       | Julia Góes (1:03.96) Jhennifer Conceição (1:08.48) Giovanna Diamante (59.32) Stephanie Balduccini (54.10)               | 4:05.86 |                  |
| 22   | 1        | 5      | Messico       | Miranda Grana (1:02.11) Melissa Rodríguez (1:08.80) María José Mata (59.54) Athena Meneses (56.40)                      | 4:06.85 | Record nazionale |
| 23   | 2        | 9      | Thailandia    | Saovanee Boonamphai (1:06.39) Phiangkhwan Pawapotako (1:12.25) Kamonchanok Kwanmuang (1:01.97) Jenjira Srisaard (59.82) | 4:20.43 |                  |
| -    | 2        | 8      | Ungheria      | - | -       | dns              |

### Finale
| Pos.    | Corsia | Nazione     | Atlete                                                                                            | Tempo   | Note |
| ------- | ------ | ----------- | ------------------------------------------------------------------------------------------------- | ------- | ---- |
| Oro     | 5      | Stati Uniti | Regan Smith (57.68) Lilly King (1:04.93) Gretchen Walsh (57.06) Kate Douglass (52.41)             | 3:52.08 |      |
| Argento | 6      | Australia   | Kaylee McKeown (57.91) Abbey Harkin (1:07.07) Emma McKeon (56.44) Mollie O'Callaghan (51.95)      | 3:53.37 |      |
| Bronzo  | 4      | Canada      | Kylie Masse (58.74) Sophie Angus (1:06.21) Maggie Mac Neil (55.69) Summer McIntosh (53.48)        | 3:54.12 |      |
| 4       | 7      | Cina        | Wan Letian (59.49) Tang Qianting (1:06.13) Zhang Yufei (55.50) Cheng Yujie (53.45)                | 3:54.57 |      |
| 5       | 3      | Svezia      | Michelle Coleman (1:01.08) Sophie Hansson (1:06.34) Louise Hansson (56.82) Sarah Sjöström (52.08) | 3:56.32 |      |
| 6       | 8      | Giappone    | Rio Shirai (1:00.96) Satomi Suzuki (1:05.73) Ai Soma (57.67) Rikako Ikee (53.66)                  | 3:58.02 |      |
| 7       | 2      | Paesi Bassi | Kira Toussaint (1:00.34) Tes Schouten (1:06.91) Kim Busch (58.88) Marrit Steenbergen (51.96)      | 3:58.09 |      |
| 8       | 1      | Francia     | Pauline Mahieu (1:00.12) Charlotte Bonnet (1:06.78) Marie Wattel (57.72) Lison Nowaczyk (54.62)   | 3:59.24 |      |